# Reinhard Heß (Skispringer)
Reinhard Heß (* 13. Juni 1945 in Lauscha; † 24. Dezember 2007 in Bad Berka) war ein deutscher Skispringer, Sportpädagoge und Skisprungtrainer. Er betreute als Cheftrainer 1988 bis 1990 die Skispringer der DDR-Auswahl und von 1993 bis 2003 als Bundestrainer die deutsche Skisprungnationalmannschaft.

## Biografie
Reinhard Heß wuchs im thüringischen Lauscha auf. Seine Eltern waren in der Glasindustrie tätig. Heß war Mitglied in der BSG Chemie Lauscha und wurde mit zwölf Jahren Skispringer. Sein sportliches Vorbild war Helmut Recknagel.
1959 gewann Heß in Oberhof beim „Pokal des Deutschen Sportechos“ in seiner Altersklasse. Im Rahmen des Fördersystems im Deutschen Turn- und Sportbund (DTSB) besuchte er ab seinem 15. Lebensjahr die fünf Jahre zuvor eröffnete Kinder- und Jugendsportschule in Zella-Mehlis. Im Alter von 18 Jahren wurde er Mitglied im Kader der DDR-Nachwuchsmannschaft. Im Jahr 1964 wurde er in Johanngeorgenstadt Jugendmeister der DDR. 1965 musste er jedoch seine Karriere als aktiver Skispringer wegen eines Rückenleidens beenden. Sein weitester Sprung gelang ihm mit 112 Metern in Oberhof. Reinhard Heß war seit 1968 mit Regina Heß verheiratet und wurde 1972 Vater einer Tochter.
Nach Studium an der Deutschen Hochschule für Körperkultur (DHfK), Außenstelle Erfurt von 1965 bis 1971 wurde Heß Diplomsportlehrer. Er arbeitete als Sportlehrer an der Kinder- und Jugendsportschule Zella-Mehlis und später als Cheftrainer des SC Motor Zella-Mehlis. 1988 wurde er Cheftrainer Skisprung im Skiläuferverband der DDR. In seiner ersten Saison 1988/1989 erzielte er als Trainer bei den Weltmeisterschaften in Lahti (Finnland) mit dem Athleten Jens Weißflog Gold von der Normalschanze und Silber von der Großschanze.
Heß wechselte nach dem Fall der Berliner Mauer zum Deutschen Skiverband (DSV) und wurde verantwortlicher Trainer des B-Kaders der Skispringer. Nach einem Debakel der deutschen Skispringer bei der Weltmeisterschaft 1993 in Falun (Schweden) wurde Heß vom damaligen Sportdirektor Helmut Weinbuch zum Cheftrainer der Skisprung-Nationalmannschaft als Nachfolger von Rudi Tusch ernannt.
Heß’ zunächst größtes Verdienst war es, in früheren Jahren erfolgreiche ost- und westdeutsche Skispringer zu neuen Erfolgen zu führen und dabei Trainingsmethoden und Trainer der DDR zu integrieren. So erzielten Jens Weißflog (Gold) und Dieter Thoma (Bronze) sowie die Mannschaft (Gold) große Erfolge bei den Olympischen Winterspielen 1994 in Lillehammer.
Nach den Rücktritten von Weißflog und Thoma führte Heß die Springer Martin Schmitt und Sven Hannawald zu Weltmeistertiteln, Olympiamedaillen und Weltcupsiegen. Der Gewinn aller vier Springen einer Vierschanzentournee durch Sven Hannawald im Winter 2001/02 war der Scheitelpunkt der Trainerlaufbahn von Heß. Er musste 2003 nach der Weltmeisterschaft in Predazzo (Italien), dem ersten wichtigen Wettkampf ohne Medaillen-Erfolg während seiner Trainerzeit, zurücktreten. Medienberichten zufolge wirkte insbesondere Sven Hannawald auf den Rücktritt hin. Nachfolger wurde Wolfgang Steiert, der damalige Co-Trainer von Heß und Heimtrainer von Hannawald.
Während seiner Trainerzeit entwickelte sich Skispringen aufgrund der Erfolge deutscher Sportler zu der in den Medien bedeutsamsten Wintersportart, so dass in der Folge auch Heß einer breiten Öffentlichkeit bekannt wurde. Durch die Vermarktung des Skispringens als „Formel 1 des Winters“ durch den Fernsehsender RTL wurde er nach den Skispringern Sven Hannawald und Martin Schmitt zu einer der populärsten Personen („Goldschmied“, „Mann mit der Fahne“) des Skisprungsports. Heß übernahm nach seinem Rücktritt ein Amt im Deutschen Skiverband als übergeordneter Cheftrainer. Zudem arbeitete er als Co-Kommentator für den Fernsehsender Das Erste.
Am 5. April 2002 erhielt Reinhard Heß die Ehrenbürgerschaft seiner Geburtsstadt Lauscha, später wurde er auch Ehrenbürger der Stadt Suhl, wo er seinen Lebensmittelpunkt hatte. Er erkrankte Anfang 2006 an Bauchspeicheldrüsenkrebs und ließ seitdem seine beruflichen Tätigkeiten ruhen. Am 24. Dezember 2007 starb er im Beisein seiner Familie in der Zentralklinik Bad Berka.

## Bekannte von Reinhard Heß trainierte Athleten
- Jens Weißflog
- Dieter Thoma
- Martin Schmitt
- Sven Hannawald
- Michael Uhrmann